# Hoogte Kadijk
De Hoogte Kadijk is een straat en dijk op het Kadijkseiland in Amsterdam. De Hoogte Kadijk verbindt het Kadijksplein met de Sarphatistraat.

## Omgeving en beschrijving
Parallel aan de Hoogte Kadijk loopt zuidelijk de Laagte Kadijk en aan de noordzijde de Nieuwe Vaart. Zijstraten zijn Buiten Kadijken en Tussen Kadijken. Deze laatste loopt tussen de Hoogte en de Laagte Kadijk, in het verlengde van de Kerkstraat, Nieuwe Kerkstraat en Plantage Kerklaan. Tot 1943 heette deze straat dan ook Korte Kerkstraat. Door de bouw van het Entrepotdok verdween de verbinding met de overige kerkstraten.
Aan de Hoogte Kadijk staat een groot aantal rijksmonumenten, waaronder de Sibbelwoningen en een aantal 17e- en 18e-eeuwse woonhuizen. Werfmuseum 't Kromhout en werf Koning William aan de Hoogte Kadijk zijn twee van de weinige overgebleven scheepswerven in Amsterdam. Sinds 1973 doet Werf 't Kromhout dienst als museum.
Op de hoek met Buiten Kadijken staat op een zuil een beeld van een gekroonde valk. Dit is een replica van het gietijzeren beeld dat hier jarenlang stond als handelsmerk van bierbrouwerij De Gekroonde Valk, die hier sinds de 18e eeuw was gevestigd. De laatste eigenaar van de brouwerij, Heineken, sloot in 1956 definitief de poorten.
Persbureau Novum Nieuws is gevestigd aan de Hoogte Kadijk.

## Geschiedenis
Toen buiten de oude middeleeuwse zeedijk, de Sint Antoniesdijk, veel land was aangeslibd, werd ten noorden daarvan langs het IJ een zomerdijk of kadijk aangelegd. Oorspronkelijk werd er gesproken van de Nieuwe Zeedijk, doch deze naam raakte in onbruik. In de zeventiende eeuw werd deze kade verder opgehoogd en kwam het land waar de wijk de Plantage werd aangelegd binnendijks te liggen. Het lage land langs de verder verhoogde dijk werd voortaan Laagte Kadijk genoemd, het hoge deel werd Hoogte Kadijk. Het straatje ertussenin heette oorspronkelijk Korte Kerkstraat, en lag in het verlengde van de Nieuwe Kerkstraat. Voor de bouw van het Entrepotdok was het daarmee verbonden. Sinds 1943 heet het Tussen Kadijken.
Het museum Energetica, dat aan de Hoogte Kadijk in een voormalige elektriciteitscentrale uit 1903 was gevestigd, werd in 2007 gesloten. De collectie is overgenomen door het NEMO.

## Entrepotdoksluis
De Hoogte Kadijk wordt in het midden doorsneden door de oude sluisgang Entrepotdoksluis; de brug Entrepotdoksluis (brug nr. 80) verbindt voor het verkeer op straat de beide helften van de Hoogte Kadijk. Voor de schepen was en is de sluis een belangrijke doorgang voor het Entrepotdok water naar de Nieuwe Vaart, en daarmee naar het Oosterdok en het IJ. Zo vormde de sluis de enige toegang tot de pakhuizen van het Entrepotdok - een in 1827 aangelegde binnenhaven, waar geïmporteerde goederen tijdelijk werden opgeslagen totdat de invoerrechten waren betaald.

Aan de Nieuwe Vaart-zijde van de Entrepotdoksluis liggen de twee laatste werven van de oude stad, de werf Het Kromhout die nu museum is, en de Koning William werf die in 2018 definitief is gesloten. Omwonenden zijn in een juridische procedure met de gemeente verwikkeld over de toekomst van de werf, die in rijksbeschermd stadsgezicht ligt.

## Afbeeldingen

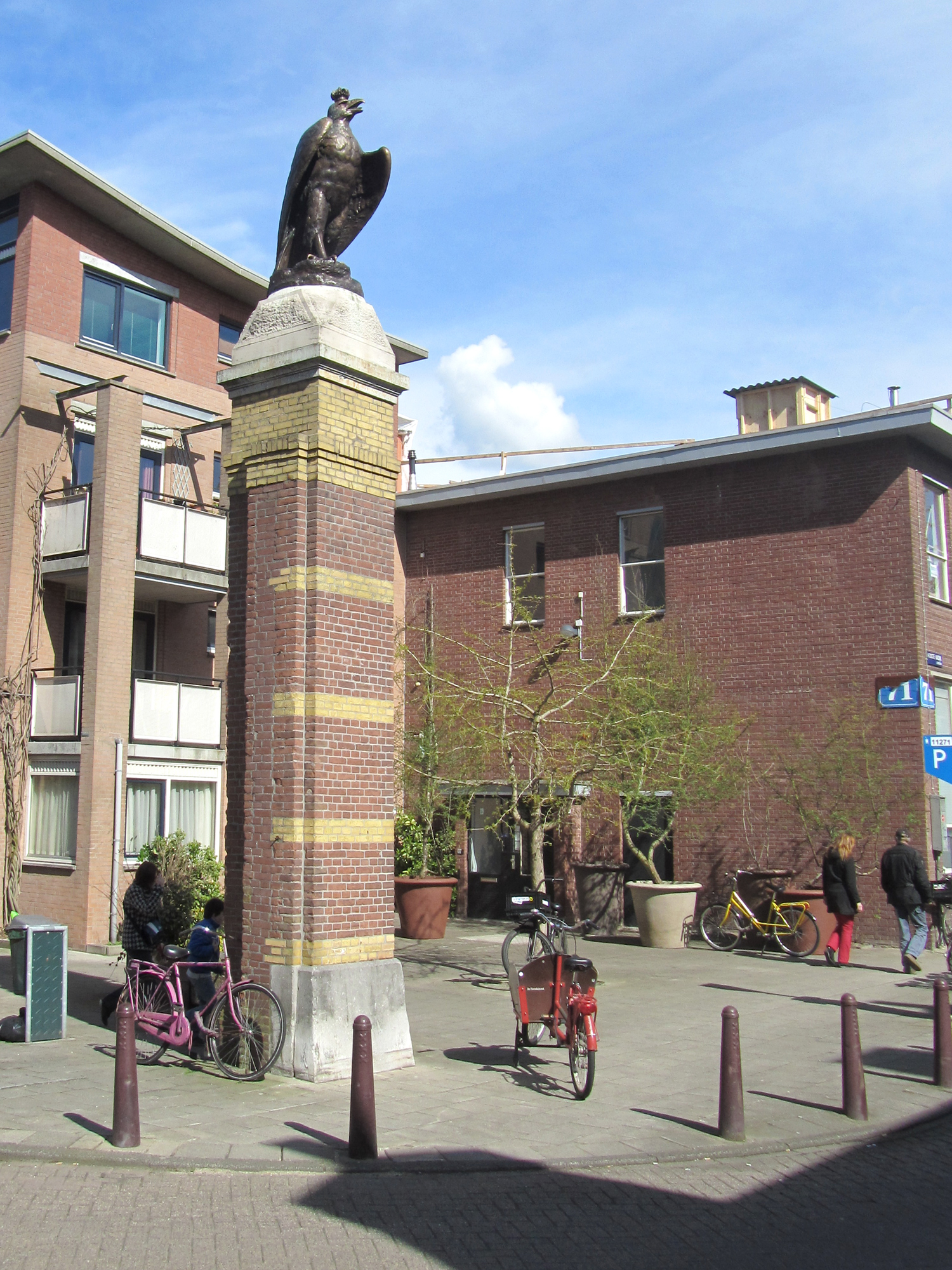
Beeld van voormalige bierbrouwerij De Gekroonde Valk - fotograaf User:Jvhertum, april 2012
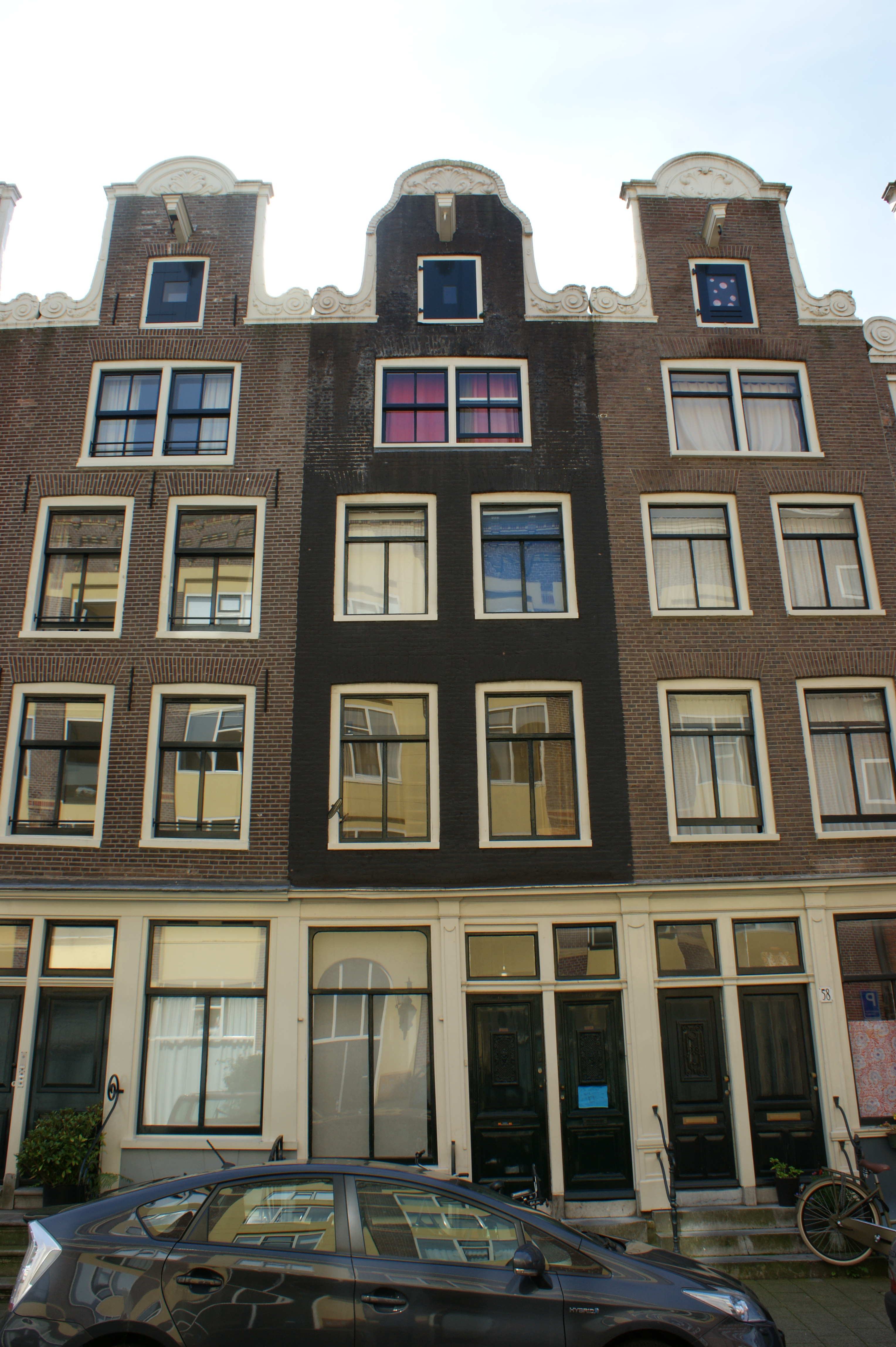
Hoogte Kadijk nrs. 58-60 - fotograaf Rudolphous, sept. 2011
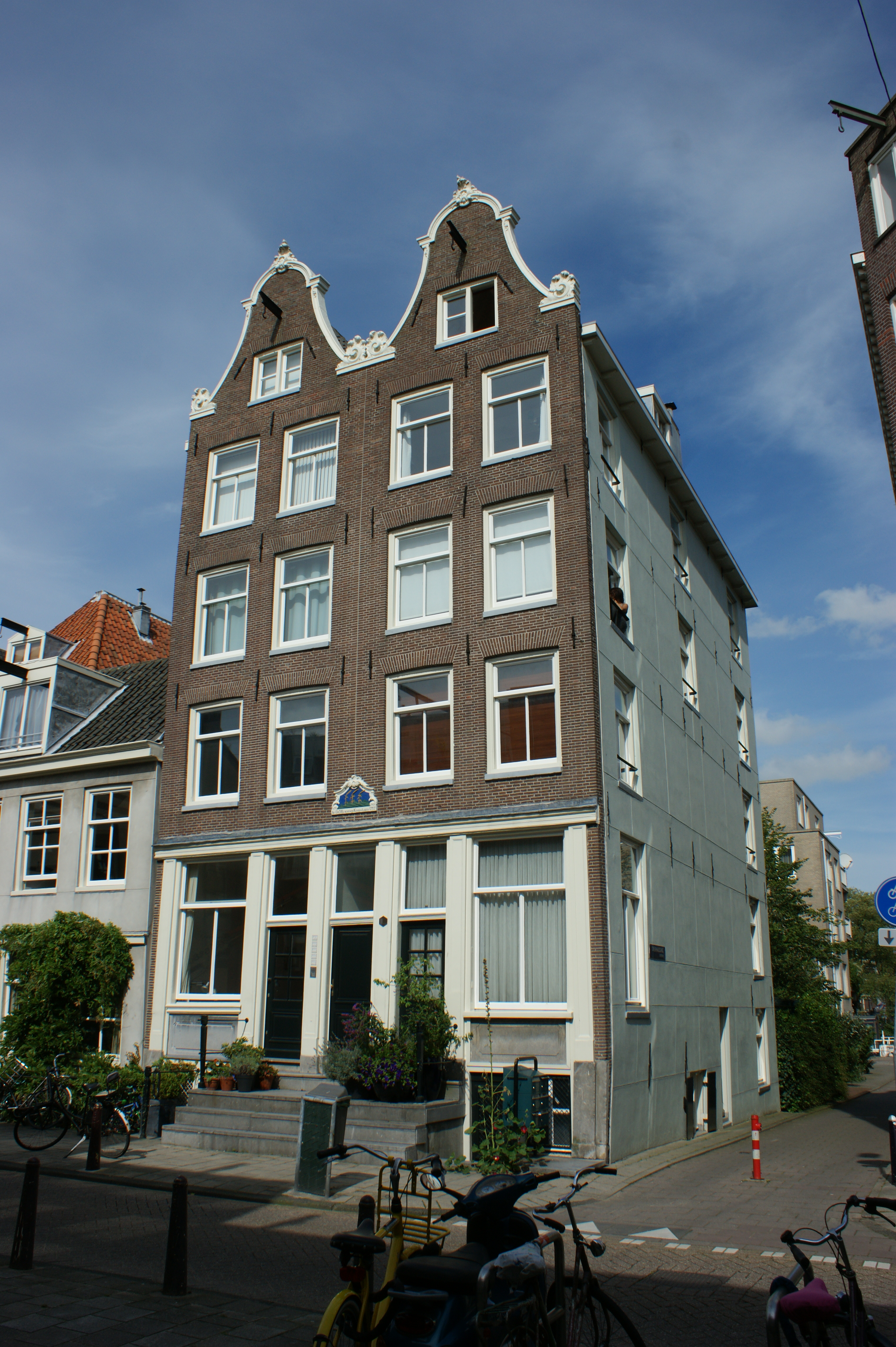
Hoogte Kadijk nr. 99 - fotograaf Rudolphous, sept. 2011
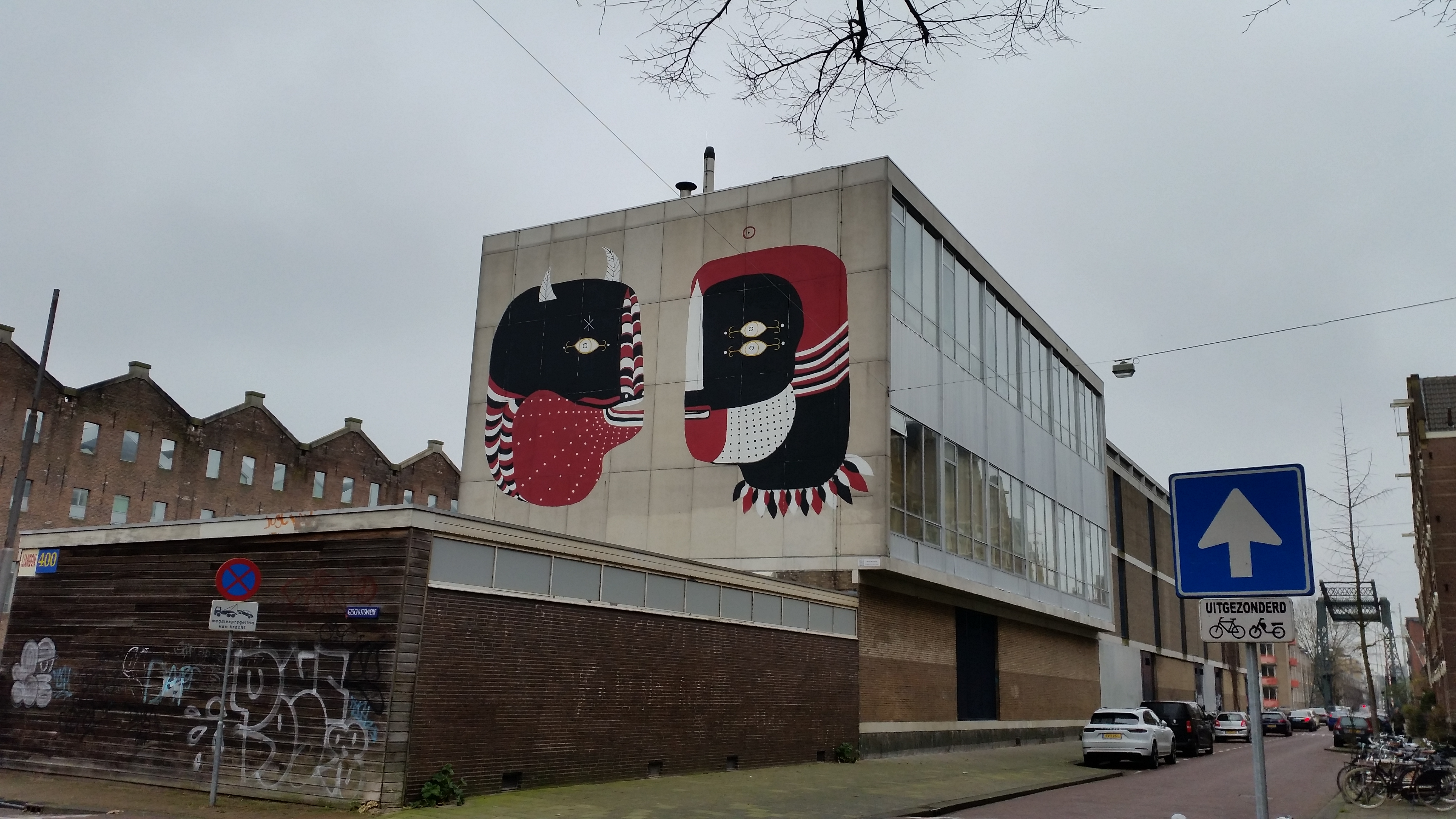
Muurschildering The Mask (januari 2020) - fotograaf Cees Camel, jan. 2020